# Sara van Baalbergen
Sara van Baalbergen (Haarlem, 1607 - después de 1638), fue una pintora del Siglo de oro neerlandés.
Según el Rijksbureau voor Kunsthistorische Documentatie  fue la primera mujer miembro del Gremio de San Lucas de Haarlem y estuvo documentada como miembro en los años 1631, 1634 y 1638. Contrajo matrimonio con el pintor Barent van Eysen, seguidor de Vincent van der Vinne, en 1634.
No se conocen trabajos que la hayan sobrevivido.